# L'Art de la guerre (bande dessinée)
Pour l’article homonyme, voir L'Art de la guerre.
L'Art de la guerre est un album de bande dessinée scénarisé par José-Louis Bocquet et Jean-Luc Fromental et dessiné par Floc'h.
Il s'agit d'un hors-série de la série Blake et Mortimer créée par Edgar P. Jacobs, les auteurs s'affranchissant des codes scénaristiques et graphiques propres à la série.

## Titre
Le titre de l'album fait référence au célèbre traité de stratégie militaire chinois L'Art de la guerre, attribué au stratège chinois Sun Zi, traduite en français en 1772. Connu dans le monde oriental comme dans le monde occidental il a influencé de nombreuses personnes adeptes de stratégue militaire dont notamment Carl von Clausewitz.

## Résumé
À New York (États-Unis), dans les années 1950, le capitaine Francis Blake doit prononcer un discours en faveur de la paix devant huit cents délégués de l'ONU, venus du monde entier.
Alors que celui-ci vient juste d'arriver en avion depuis Londres en compagnie de son vieil ami le Pr Philip Mortimer, un événement se déroule à Manhattan; un individu s'est introduit dans la section des antiquités égyptiennes du Metropolitan Museum, il est interpellé par la police alors qu'il vient de vandaliser la stèle d'Horus. La stèle gravée reproduisant l'apophtegme « Par Horus demeure » a, en effet, été dégradée par ce mystérieux visiteur. Francis Blake et Philip Mortimer sont informés de cet incident par le FBI et découvrent qu'il s'agit du fameux criminel, le colonel Olrik. L'homme se présente comme étant dans un état catatonique et semble avoir perdu la mémoire. Aidé par le FBI, Blake et Mortimer décide de mener l'enquête qui vont l'emmener dans une mystérieuse clinique alors que la conférence sur la paix est en cours et que la presse s'inquiète,.

## Lieux et personnages

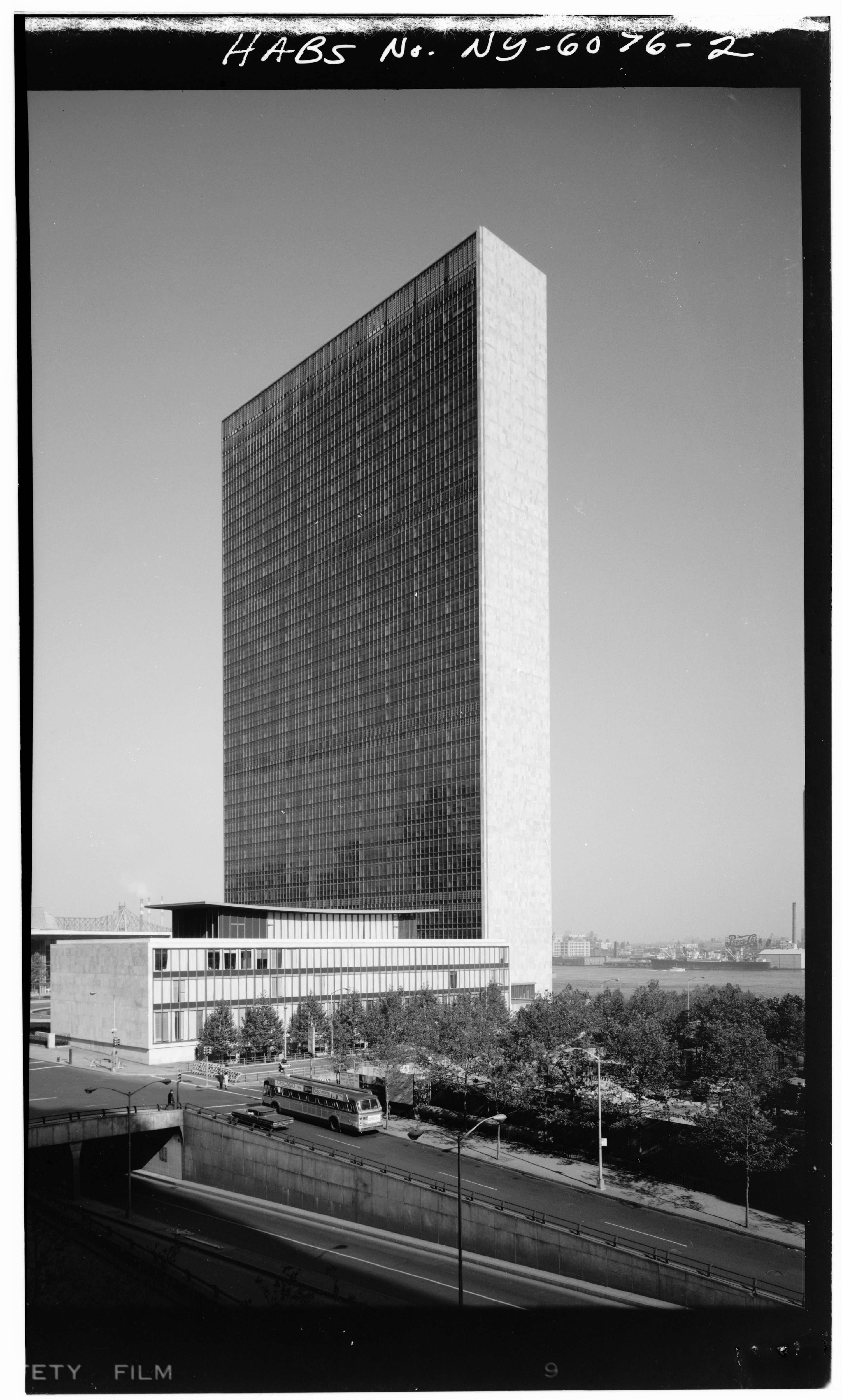
Siège de l'organisation des Nations Unies inauguré en 1951, à New-York

### Lieux
- New-York (essentiellement le borough de Mannhattan) et ses différents lieux présentés dans l'album[3].
  - Statue de la Liberté, Liberty Island
  - Idlewild Airport (Queens)
  - Penn Club, 30W 44th street
  - Metropolitan Museum of Art, 1000 Fifth Avenue
  - Siège des Nations unies, 405 E, 42nd street
  - Siège du FBI de New-York (Field office)
  - New York Central Art Supply, 115B McDougall street
  - Stage Deli (en) (Stage Delicatessen), 834 7th avenue
  - Scientific American, 4 Marion street
  - Battery Park
  - Brooklyn Bridge
  - Brooklyn Heights
  - Hudson river piers
  - Tavern on the green, Central Park
- Entrepôt (imaginaire) de Fairbanks Airtech Systems à l'est de Burlington dans l'état du Vermont

### Personnages
Outre Blake et Mortimer, les principaux personnages (classés dans l'ordre d'apparition de l'album) sont:
- le colonel Olrik (alias Heinrich Sogol), antagoniste de Blake et Mortimer
- l'agent spécial O'Rourke, du FBI, chargé de l'enquête sur le colonel Olrik
- le Dr Rosalind Shapiro, directrice de la Scarsdale Clinic où est hospitalisé le colonel Olrik
- le secrétaire général des Nations unies (Dag Hammarskjöld ?)
- Evgueni Stok, espion russe
- Ronald Fairbanks, ingénieur, concepteur du « bombardier furtif »

## Inspirations et hommages
Dans cet album qui est très particulier, typique de ce que peut faire le dessinateur Floc’h (cependant, admirateur de E.P. Jacobs), celui-ci  a placé des références aux peintres Norman Rockwell, Edward Hopper et Andy Warhol, ajoutant même une œuvre imaginaire de Piet Mondrian.
Le prototype « F54 », bombardier dit furtif construit par l'entreprise fictive Fairbanks Airtech Systems, visible dans la bande dessinée ressemble au Northrop YB-49, avion du constructeur aéronautique américain plus connu sous le nom d'« aile volante ».